# Chlorochaeta takasago
Chlorochaeta takasago är en fjärilsart som beskrevs av Okano 1960. Chlorochaeta takasago ingår i släktet Chlorochaeta och familjen mätare. Inga underarter finns listade i Catalogue of Life.